# Maison Pochet
La maison Pochet est une habitation bi-familiale commandée par Monsieur Albert Pochet à l'architecte Charles Dumont en 1970 et achevée en 1972. 

## Description
Elle est implantée entre mitoyens, au centre de Flémalle (plus précisément, à l'époque de la construction : Flémalle-Grande, qui était une banlieue industrielle liégeoise). Celle-ci a été pensée pour accueillir 2 familles de façon totalement indépendante : les parents Pochet et leur fils marié. 
En 1973, Dumont reçoit le prix de l'architecture Robert Maskens en la présentant au concours du même nom.

A présent, l'immeuble comprend un cabinet vétérinaire au rez-de-chaussée. Les deux appartements ont, quant à eux, été gardés.

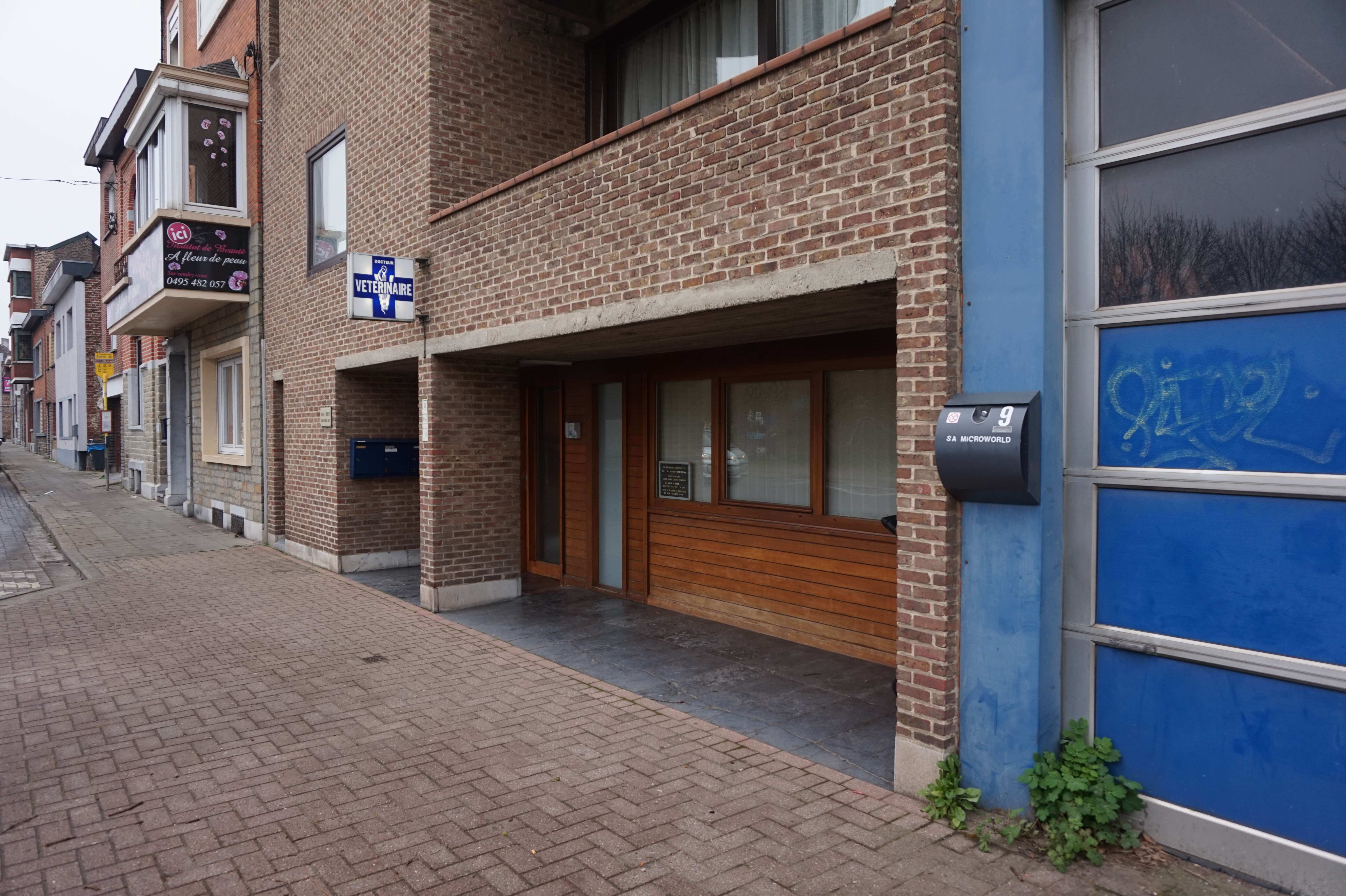
Porche d'entrée
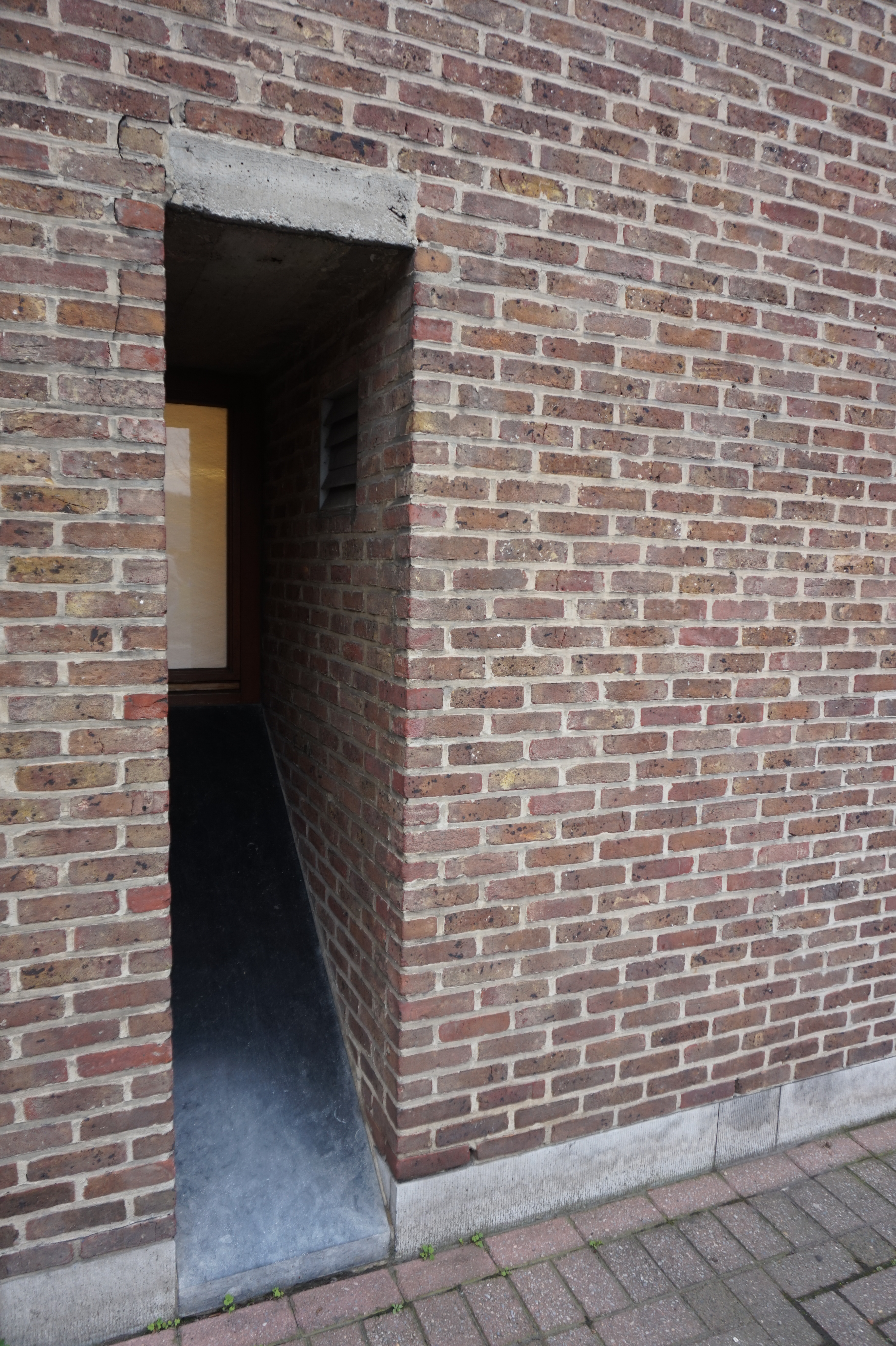
Fenêtre et aération des toilettes
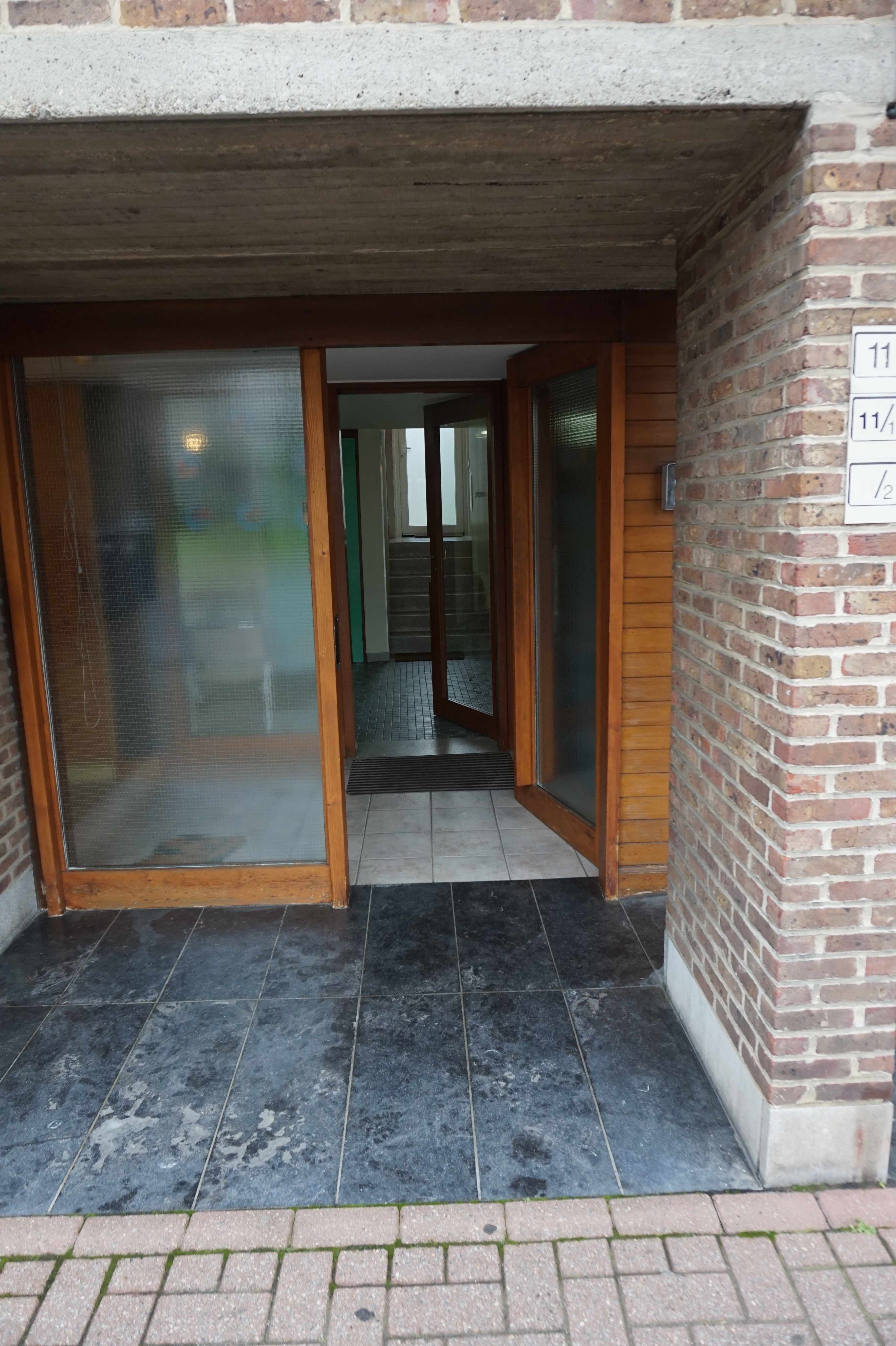
Entrée
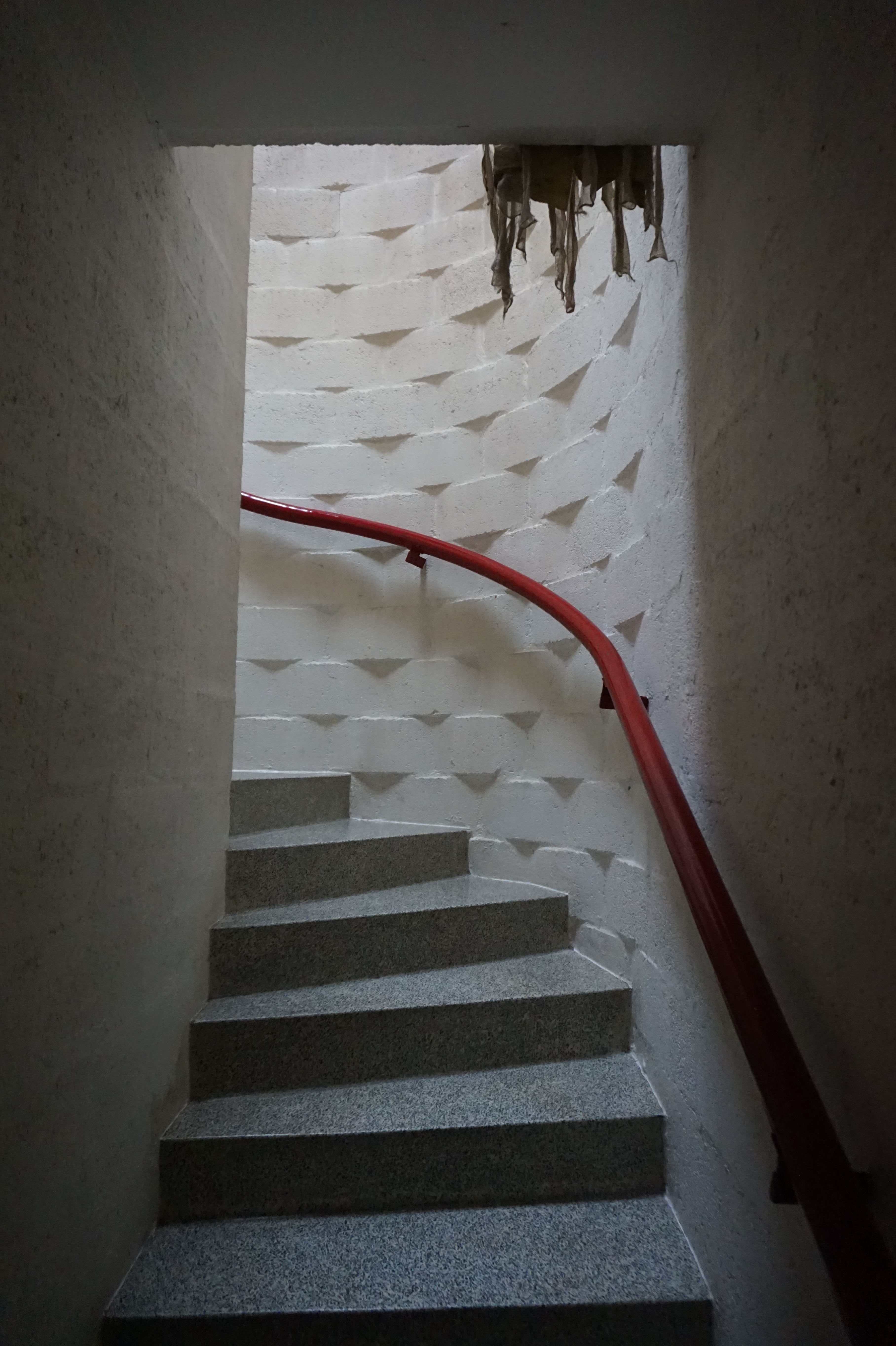
Cage d'escalier R+1
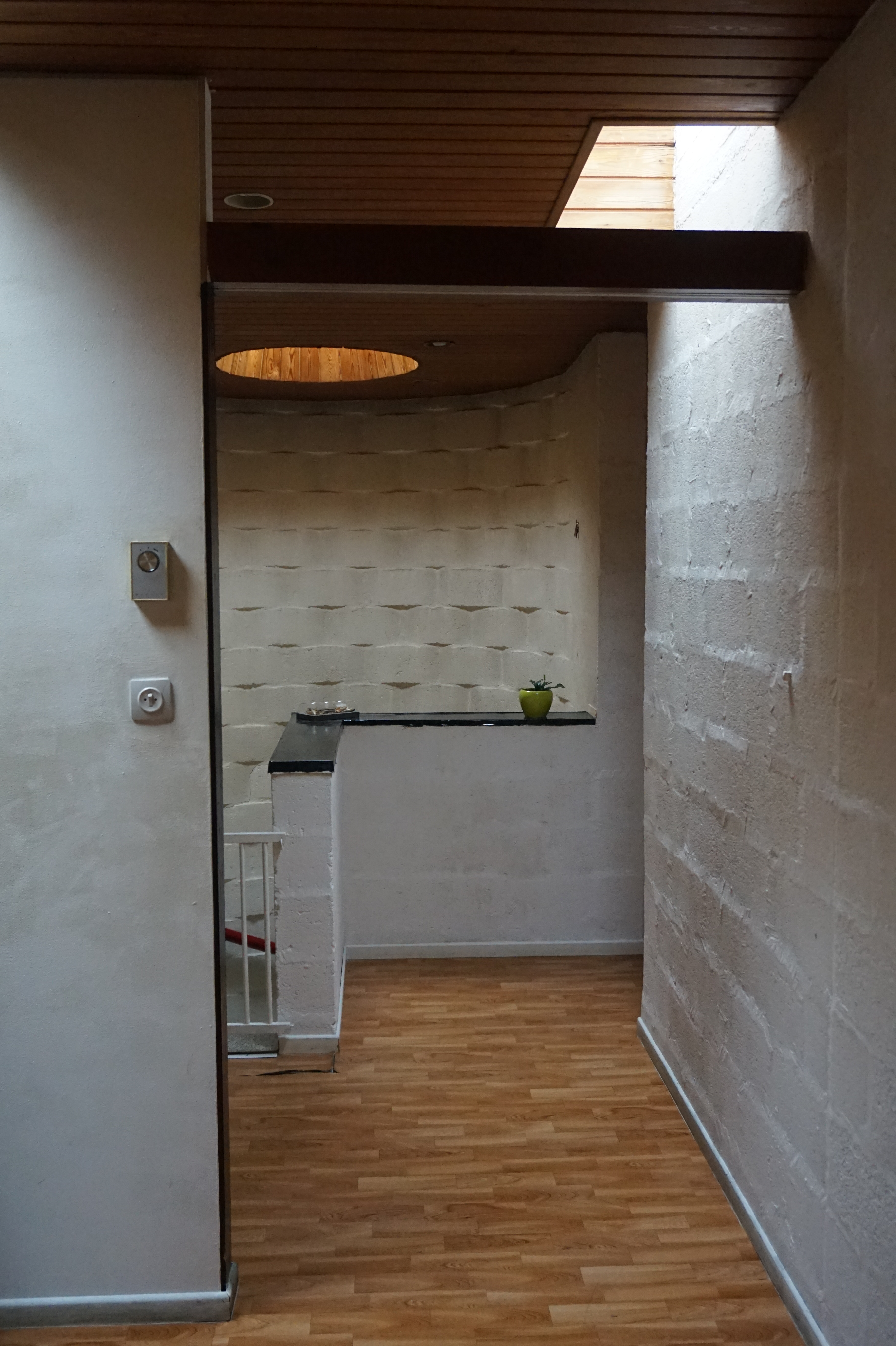
Hall d'entrée R+2
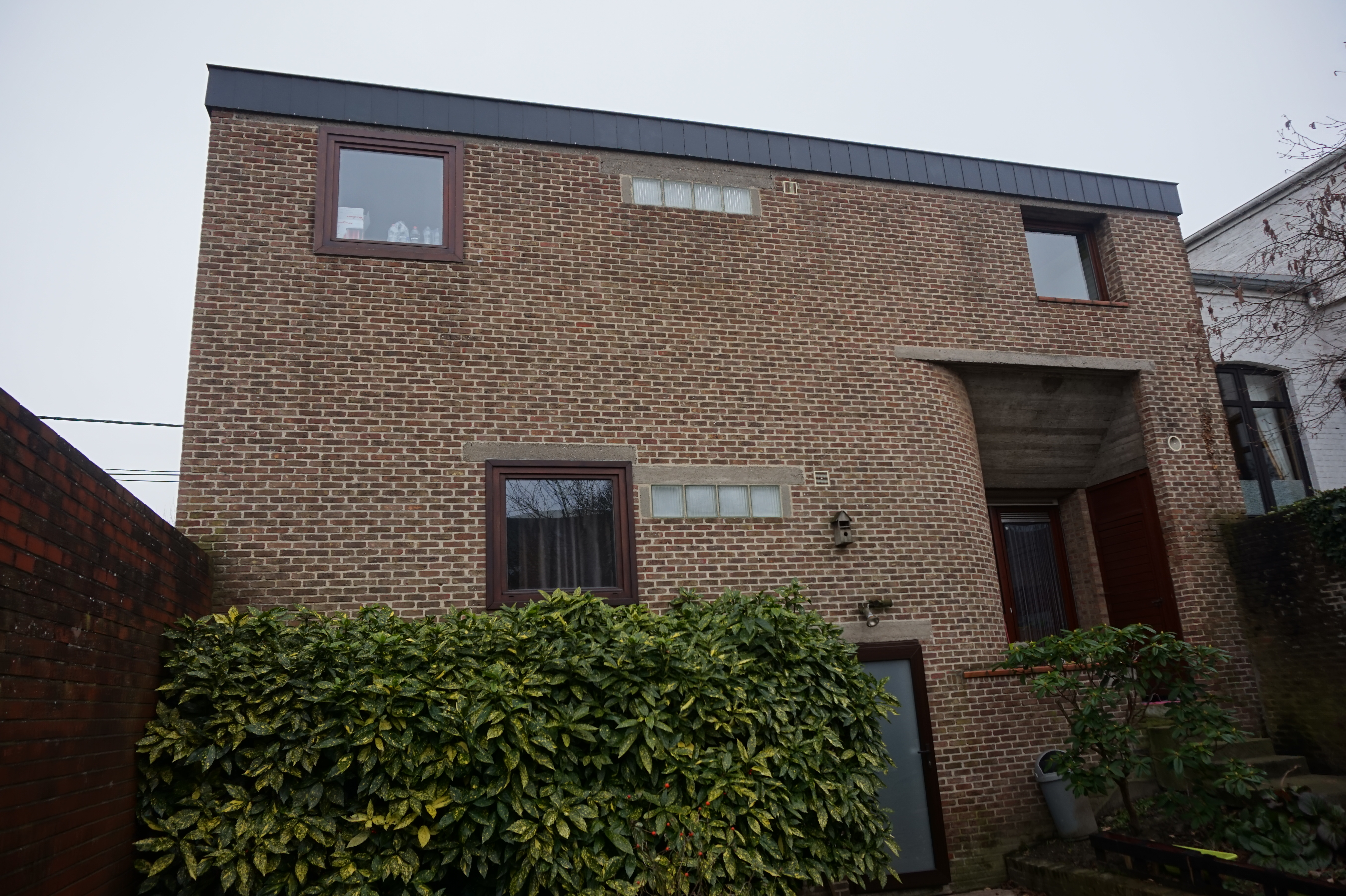
Façade arrière
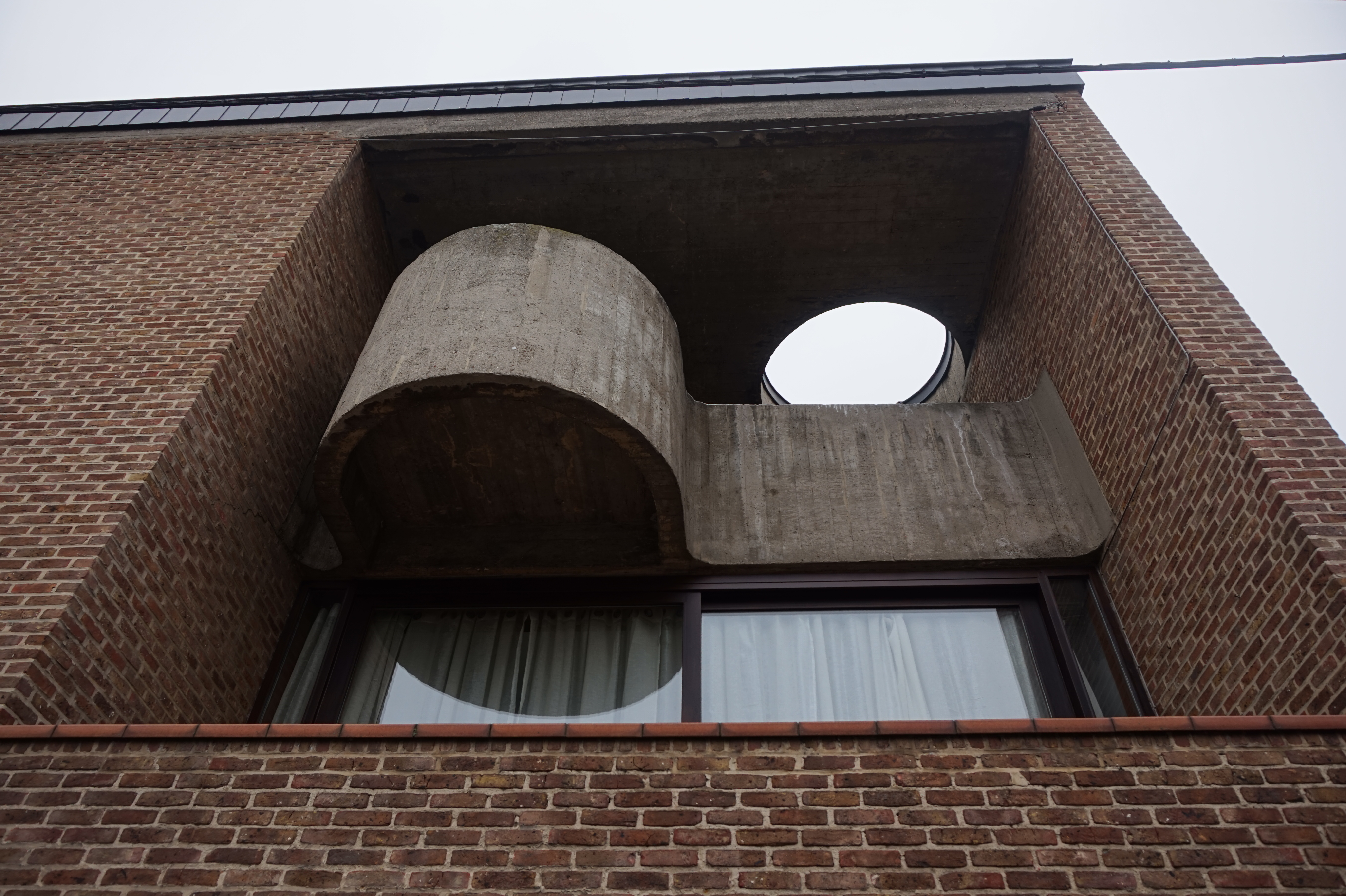
Balcons et creusements
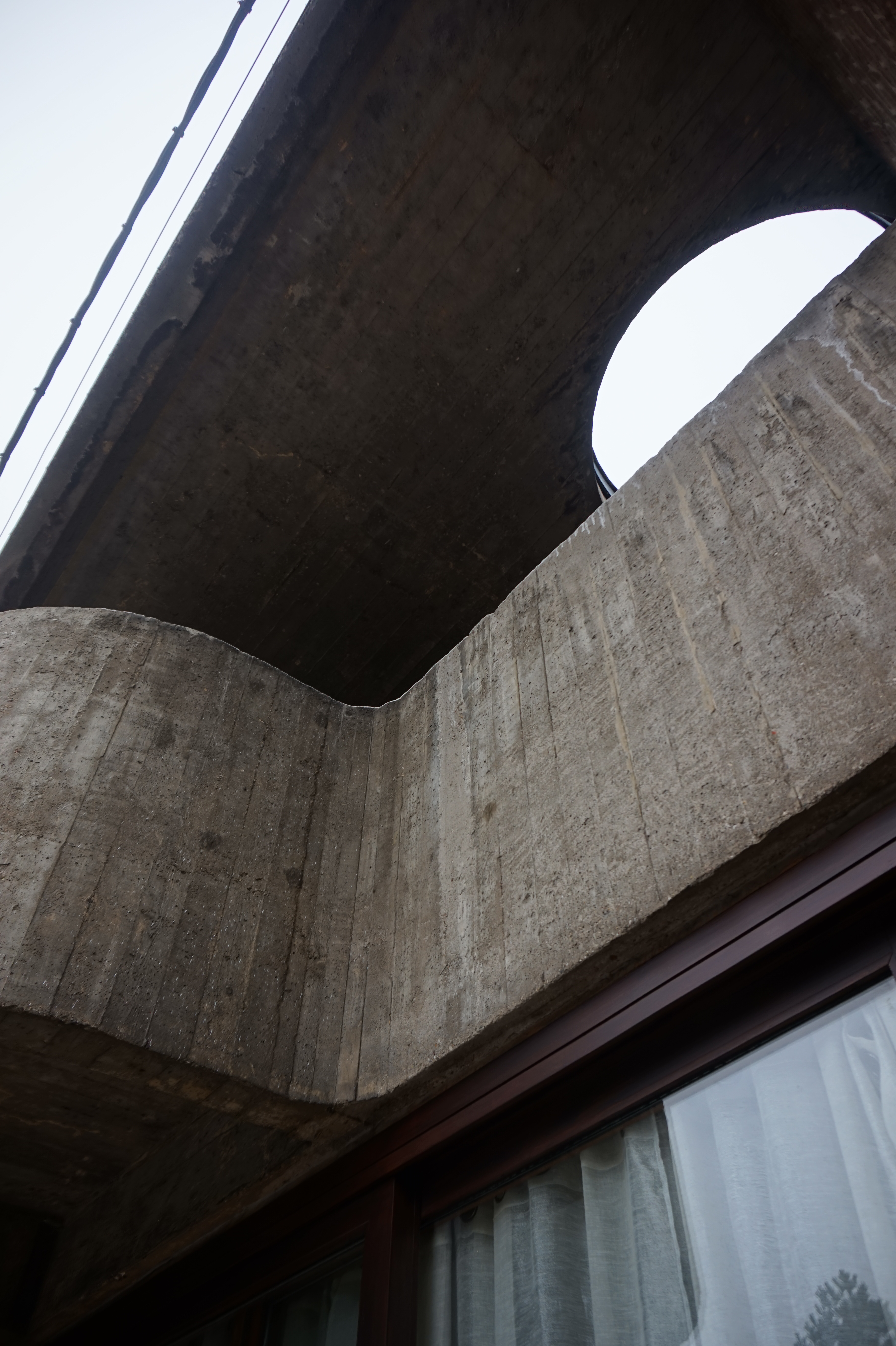
Puits de lumière en toiture

## Organisation de l'immeuble
L'étroitesse du budget et le terrain mitoyen impose à Dumont une solution en plan et en volume aussi simple que possible : le cube et le carré (solution adoptée auparavant pour la maison Schoovaerts à Alleur, en 1964). Toujours en quête d'une vérité architecturale, il se base sur le site, le programme et les différentes contraintes afin de proposer la véritable solution idéale pour ses clients, loin d'une architecture ostentatoire parachutée dans un contexte inapproprié. La réponse de Dumont à cette équation est donc un cube de style brutaliste, de 10 mètres sur 10, fait de briques et de béton, qui crée volontairement une césure dans l'environnement de la rue. 
La maison se développe sur 3 niveaux :

### Rez-de-chaussée
Le rez-de-chaussée est divisé en 2 travées comprenant d'une part un hall d'entrée et une pièce de réception professionnelle (pour le fils), d'autre part un garage et une cave.  
Comme pour la plupart des bâtiments qu'il dessine, Dumont a porté une attention toute particulière à l'entrée de la maison. Afin d'assurer une intimité suffisante au hall d'accueil, la porte est en retrait de la rue. Elle est mise en scène par un porche au fond duquel se tient un grand pan vitré, donnant une impression de « dedans-dehors » et créant ainsi une douce transition entre la vie extérieure et la vie intérieure du bâtiment. À l'intérieur, la lumière venant de l'escalier éclaire le hall, invitant ainsi le visiteur à quitter l'obscurité et monter vers les pièces de vie. Cette réflexion sur le « cheminement » fait partie intégrante de l'approche de l'architecte dans ses réalisations. 
D'une inspiration brutaliste, la maçonnerie de blocs de béton a été laissé volontairement apparente afin de garder un aspect brut.

### Premier étage
Le premier étage constitue l'appartement des parents.   
Étant toujours très à l'écoute des demandes, des besoins et du budget (souvent serré) de ses clients, Dumont a pensé les espaces en fonction des meubles que le couple possédait déjà. Dans une volonté de conserver un style d'intérieur simple et neutre, les murs et les plafonds furent totalement enduits en blanc. « Les zones de circulations sont réduites au minimum et on ne peut imaginer la disposition des pièces plus élémentaires, plus concentrées sur l'essentiel ». Le séjour et la salle à manger sont situés côté rue tandis que la cuisine, la chambre et la salle de bain sont côté jardin. 

### Deuxième étage
Le deuxième étage constitue l'appartement du fils et de son épouse. Le séjour est situé côté rue. Une terrasse fleurie a été pensée dans le prolongement de celui-ci pour compenser le manque d'accès direct au jardin. La chambre parentale est également côté rue bien qu'en retrait de celle-ci, afin de ne pas souffrir du bruit. La cuisine, la salle de bain et la seconde chambre, plus petite, se situent du côté jardin. Contrairement à l'étage des parents, les murs ont été revêtus de plaques comprimées peintes et le plafond de planches de sapin roue du nord vernies.

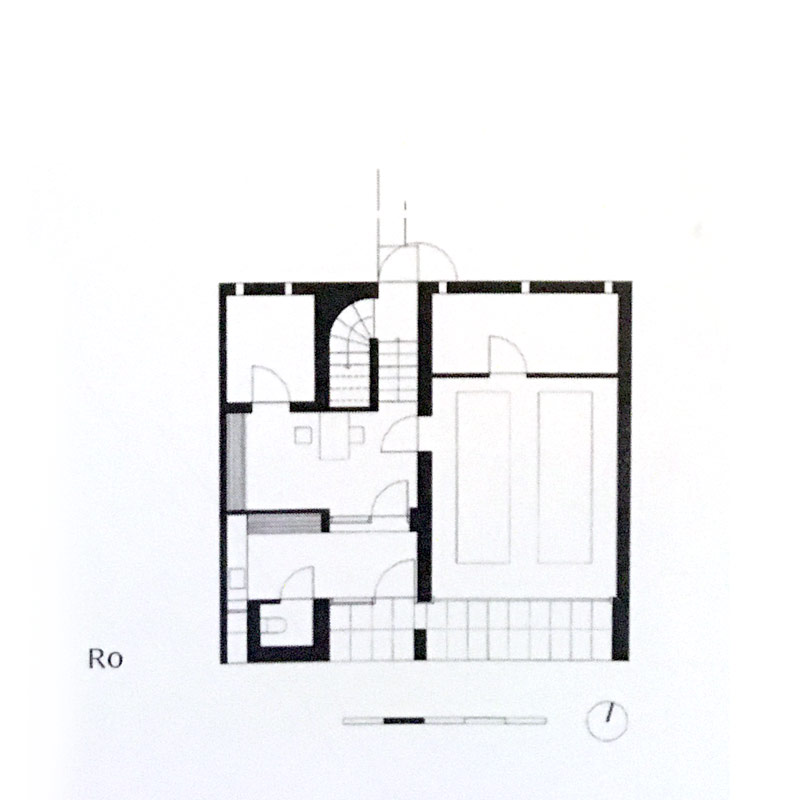
Plan du rez-de-chaussée
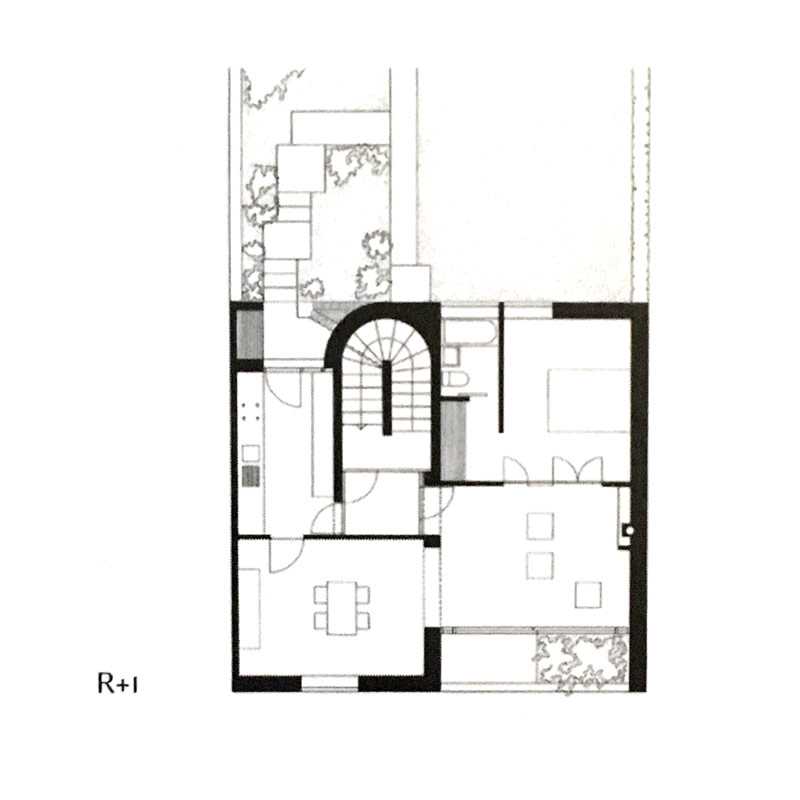
Plan du premier
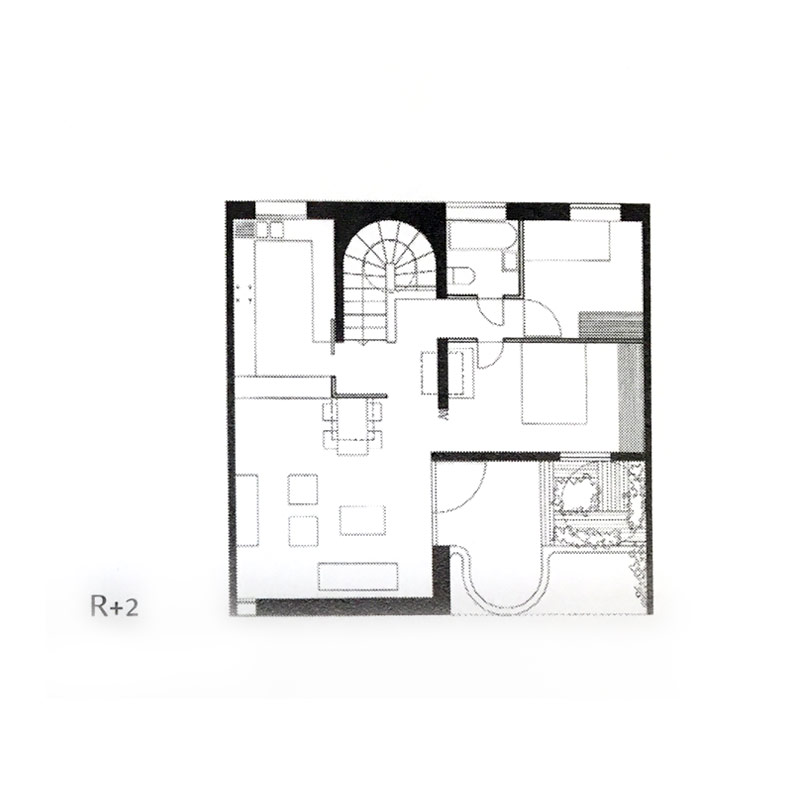
Plan du deuxième

### Les façades
La façade avant, en brique de Klinkaert, est composée d'une série de formes carrées qui lui apportent une cohérence visuelle. 
Elle se caractérise aussi par un travail de « creusement ». Bien plus qu'un choix esthétique, ces creux permettent d'optimiser les espaces de vie en créant des terrasses directement accessibles par les séjours. Des parapets opaques en bordure des balcons mettent les habitants à l'abri de la vue et du bruit venant de la rue. Ces espaces extérieurs étaient destinés à être peints afin de souligner leur lien avec les pièces intérieures. Enfin, la petite fenêtre du rez-de-chaussée en façade avant, du côté gauche, est volontairement mise en retrait pour intimiser le vestiaire et intégrer l'espace toilette. Ce décroché permet également de créer une ouverture discrète (perpendiculairement à la rue) pour la ventilation du WC.
Le concept de « creusement » est également appliqué à la façade arrière à travers le porche de la porte de la cuisine donnant accès au jardin.  

### Le toit
Plusieurs puits de lumière sont présents en toiture afin de faire rentrer un maximum de luminosité au sein de l'appartement du 2e étage car, pour Dumont, la lumière naturelle influence les formes, les objets, les matières et les couleurs. Le percement circulaire au-dessus du balcon de la terrasse illustre bien sa vision de l'architecture qui se veut à la fois esthétique et fonctionnelle. En effet, ce trou apporte, de par sa forme ronde, du contraste à la composition carrée de la façade. Il amène également de la légèreté de par le vide qu'il crée et enfin, un aspect fonctionnel puisque celui-ci laisse passer la pluie et permet d'arroser les bacs à fleurs.

## Prix d'architecture Robert Maskens
En 1973, Dumont présente la Maison Pochet au prix d'architecture Robert Maskens. 
Figurant parmi 24 autres œuvres architecturales, elle fut la seule retenue par chacun des membres du jury individuellement. Après discussion et analyse des propositions, le prix Maskens lui a été décerné à l'unanimité.

Selon le jury, elle 

« fait tellement bien la synthèse de toutes les vertus architecturales :  
- un fonctionnalisme discret et efficace ;
- une économie de bon aloi sans pauvreté ;
- une rigueur et une simplicité dans l'emploi des matériaux et la façon de les mettre en œuvre ;
- une modestie sans affectation ;
- une fraicheur d'imagination que le respect des trois points qui précèdent n'a pas altérée ;
- une sensibilité des espaces construits ;
- une justesse vraiment musicale des proportions ».

## L'œuvre de Dumont
L'œuvre de Dumont ne s'inscrit pas dans un style architectural bien défini. Il « ne cherche pas forcément l'originalité dans son travail, il est tout entier concentré sur la vérité de son architecture ». Cela lui donne une singularité modeste mais triomphante.  
Selon lui, toute maison mène a une réflexion particulière et propre à elle. Les logements qu'il dessine sont mûrement réfléchis afin que chaque forme créée ait une origine spirituelle ou fonctionnelle, peu importe d'où vient son influence architecturale.  
Il n'y a donc pas de « style Dumont » mais bien plutôt une manière de faire. 
Nous pouvons néanmoins retrouver des points communs dans ses différentes réalisations : 
- Sa première ligne de conduite est d'être à l'écoute de l'Homme. Prendre conscience des personnalités de chacun de ses clients était pour lui primordial afin de répondre fidèlement à leurs demandes et leur budget. Il aimait particulièrement aider les gens qui avait un budget serré pour faire émerger un bâtiment qui leur ressemble et leur corresponde au mieux.
- Il aime tirer parti des situations contraignantes telles que le terrain, le voisinage, l'orientation ou encore les règlementations urbanistiques afin de concevoir différemment les articulations des maisons et amener de la poésie dans celles-ci.
- Les entrées sont très importantes à ses yeux, elles font l'objet d'une recherche toute particulière. Bien plus qu'un espace d'accueil, ces pièces sont considérées par Dumont comme des lieux d'ouvertures et de libération.
- L'acheminement allant de l'obscurité vers la lumière est à chaque fois très travaillé à travers, entre autres, des parcours en spirale et des jeux de niveaux (plafonds surbaissés ou hauteurs éclatées).
- Il maîtrise parfaitement la gestion des espaces au service du quotidien, en cherchant la place optimale pour chaque fonction et en donnant autant d'importance à l'aspect fonctionnel qu'esthétique.
- Afin de ne pas limiter ni d'enfermer les volumes, il plie et brise les murs. Ainsi, les points de départs et de chute entre sol et plafond sont parfois hors du champ de vision.
- Les arts plastiques, les couleurs, ou le noir et blanc, et leur symbolique font partie intégrante de ses bâtiments.
- Son énergie et sa fougue contraste avec son goût de l'exigence et de la rigueur.

Enfin, il est important de souligner son admiration pour l'architecte Jacques Dupuis, qu'il considère comme son maître. Il écrit : « L'attitude et l'architecture de Jacques Dupuis ont souvent été une réponse à mes doutes ». Ce dernier a fortement influencé les praticiens belges pendant les années 60. Durant cette période, Dumont réalisera « une série de maisons blanches, aux toitures faiblement pentues, aux articulations complexes, en rupture d'angle droit. »

## Contexte architectural
Le contexte architectural de l'époque est divisé en deux, comme un symbole du travail de Dumont qui, durant toute sa carrière, se débattra dans un nœud de contradiction : lourdeur et légèreté, sérieux et insouciance, rigueur et souplesse…
D'un côté, les influences du modernisme des années 20 amènent à l'apparition de l'architecture brutaliste en 1960 en Belgique. Elle se développe jusqu'à la fin des années 1970, en parallèle avec l'architecture fonctionnaliste. De nombreux bâtiments universitaires à Liège ont été construits durant cette période au Sart Tilman et Charles Dumont a contribué, avec Claude Strebelle, à la réalisation de certains d'entre eux. 
Le brutalisme prône une certaine rigueur géométrique, évitant tout élément décoratif, afin de ne garder que l'essentiel. Une des caractéristiques propres à ce mouvement sont les façades de béton brut. Sans revêtement, elles laissent apparaître les marques et les lignes de jointures des différentes planches de bois qui ont servi au moulage du béton. Nous pouvons retrouver l'influence de ce style brutaliste dans le hall d'entrée et sur le balcon de la façade avant de la maison Pochet. 
D'un autre côté, une nouvelle génération d'architecte (dont Alvar Aalto ou encore Arne Jacobsen) tente de s'écarter du concept moderniste pur et dur qu'ils jugent trop fermé, trop droit, trop féru d'automatismes et de solutions toutes faites. Jacques Dupuis fera des recherches dans cette nouvelle approche de l'architecture, mettant en avant une géométrie plus curviligne et allant contre l'idée d'angle droit, contre une rigueur fonctionnelle et géométrique prôné par Walter Gropius. Cette influence, nous pouvons la retrouver également dans la maison Pochet à travers la cage d'escalier et les balcons, la terrasse courbe du 2e étage ou encore les ouvertures en cercle dans la toiture. On y retrouve également le lien à la nature notamment par la mise en place d'un grand bac à fleur au dernier étage qui n'a pas d'accès direct au jardin.